# Clitoriopsis mollis
Clitoriopsis mollis är en ärtväxtart som beskrevs av Rudolf Wilczek. Clitoriopsis mollis ingår i släktet Clitoriopsis, och familjen ärtväxter. Inga underarter finns listade i Catalogue of Life.